# Krzewica (powiat tomaszowski)
Krzewica – osada w Polsce położona w województwie lubelskim, w powiecie tomaszowskim, w gminie Ulhówek.
Pierwsze wzmianki o miejscowości pochodzą z 1462 roku, gdy wieś była w posiadaniu Mikołaja Zbrożka z Żernik, który w 1491 przekazał ją synowi Pawłowi. W 1578 wieś najprawdopodobniej należała do Krzysztofa Miękiskiego i liczyła 3 łany użytków i 4 zagrodników bez ziemi. W 1602 roku od Miękiskiego kupił ją Mikołaj Komorowski za 3000 florenów zastawu. Po nim dziedziczył zastaw syn Jan.
Pierwsze wzmianki o cerkwi pochodzą z 1696 roku. Była to parafialna cerkiew drewniana pw. Wniebowzięcia NMP. Po II wojnie światowej nieużytkowana, popadła w zapomnienie. W 1965 została rozebrana.
W latach 1975–1998 Krzewica należała administracyjnie do województwa zamojskiego.
Osada jest sołectwem w gminie Ulhówek. Według Narodowego Spisu Powszechnego z roku 2011 osada liczyła 238 mieszkańców.
Wierni Kościoła rzymskokatolickiego należą do parafii św. Anny w Wasylowie Wielkim.